# 珀賴因-馬寇斯彗星
18D／珀賴因-馬寇斯彗星是我們太陽系內的一顆週期彗星，最初是在1896年12月9日被美裔阿根廷天文學家查爾斯·狄龍·珀賴因在美國加州立克天文臺發現的。
在1909年之後，這顆彗星失去了蹤影，直到1955年10月19日才被捷克天文學家安東尼·馬寇斯（服務於斯洛伐克岩湖天文台）使用一架普通的雙筒望遠鏡再度尋獲。之後，被加利福尼亞大學柏克萊分校勒許奈天文臺的利蘭·D·坎寧安證實為18D。
這顆彗星最後一次被觀察到是在1969年，而從1975年起預測的回歸都未曾再被觀測到，因此現在被認為是失蹤了。

## 外部連結
- 18D at Kronk's Cometography （页面存档备份，存于）
- 18D at Kazuo Kinoshita's Comets （页面存档备份，存于）
- 18D at Seiichi Yoshida's Comet Catalog （页面存档备份，存于）

| 週期彗星                  | 週期彗星          | 週期彗星                  |
| ------------------------- | ----------------- | ------------------------- |
| 前一顆彗星 17P/霍姆斯彗星 | 珀賴因-馬寇斯彗星 | 後一顆彗星 19P/包瑞利彗星 |
| 週期彗星列表              |                   |                           |